# Nové Město pod Smrkem (stacja kolejowa)
Nové Město pod Smrkem – przystanek kolejowy w miejscowości Nové Město pod Smrkem, w powiecie Liberec w kraju libereckim, w Czechach. Znajduje się na linii kolejowej 039 Frýdlant v Čechách – Jindřichovice pod Smrkem, na wysokości 455 m n.p.m.

## Linie kolejowe
- 039: Frýdlant v Čechách – Jindřichovice pod Smrkem